# إيزيس مكشوفة النقاب
إيزيس مكشوفة النقاب أو كشف أسرار إيزيس: مدخل رئيسي لأسرار العلم واللاهوت القديم والحديث (بالإنجليزية: Isis Unveiled: A Master-Key to the Mysteries of Ancient and Modern Science and Theology)‏، هو كتاب عن الفلسفة الباطنية وأول عمل رئيسي للسيدة هيلينا بتروفنا بلافاتسكي ونص رئيسي في حركتها الثيوصوفية نُشر عام 1877.
اتهم الكتاب بأنَّه غيبي ومنحول، حيث أشار بعض الباحثين إلى أنَّ بلافاتسكي قد انتحلت نصوصه من مصادر شائعة في وسط الباطنيين في ذلك الوقت. وخلافًا لذلك، رأى بعض العلماء المعاصرين بأنَّ كتاب «إيزيس مكشوفة النقاب» يُمثل علامة فارقة في تاريخ الباطنية الغربية.